# Der Blaumilchkanal (Film)
Der Film Der Blaumilchkanal entstand 1969 unter der Regie von Ephraim Kishon als Verfilmung von Kishons gleichnamigem Buch und Hörspiel Der Blaumilchkanal.

## Handlung

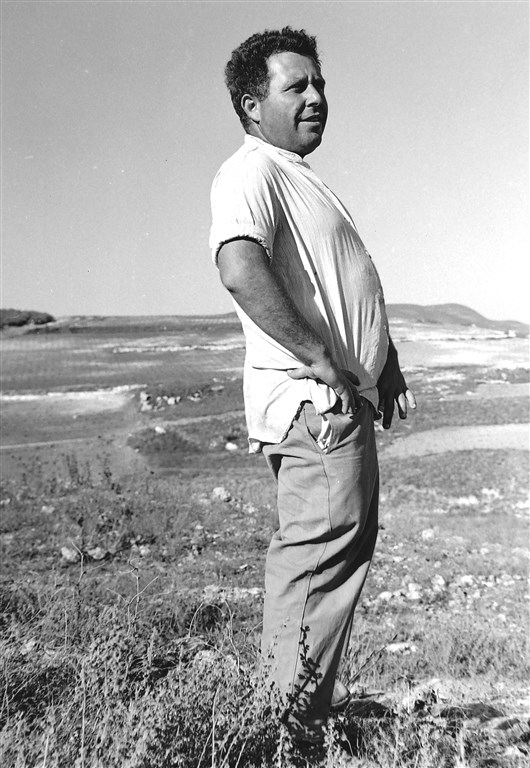
Bomba Tzur (1960) spielte die Hauptrolle des Kasimir Blaumilch

Kasimir Blaumilch bricht aus der Irrenanstalt aus und bohrt mit einem gestohlenen Presslufthammer mitten in Tel Aviv die Allenby-Straße, eine Hauptverkehrsader, auf. Als die Polizei in vorauseilendem Gehorsam die Straße sperrt und die Anwohner sich über den 24-Stunden-Lärm beschweren, beginnen die Behörden im Rathaus mit der Suche nach dem Urheber des Treibens. Doch auch der eigentlich zuständige Leiter der „Abteilung für Reparaturen auf den Hauptverkehrsstraßen“, Dr. Kwibischewsky, weiß von nichts. So geben sich die Behörden gegenseitig die Schuld für das Schlamassel und am Ende geht man mit der Sache vor Gericht. 
Um die Bautätigkeit rasch zu beenden, wird Blaumilch von Bautrupps mit schwerem Gerät unterstützt, bis er mit seinem Presslufthammer an das nahe gelegene Meer gelangt, sodass die Wassermassen mitten durch Tel Aviv strömen können. 
Der Bürgermeister eröffnet stolz den Allenby-Kanal und preist die Stadt als „Venedig des Nahen Ostens“, sodass am Ende alle zufrieden sind, mit Ausnahme des Magistratsangestellten Ziegler. Dieser ist der einzige, der versteht, wie es zu den Bauarbeiten kam. Er ruft: „Da war ein Verrückter am Werk!“, woraufhin alle glauben, damit sei der Bürgermeister gemeint. Folglich wird Ziegler in die Psychiatrie eingewiesen.
Enttäuscht, dass er bei den Eröffnungsfeierlichkeiten nicht als der eigentliche Initiator des Kanals gewürdigt wird, beginnt Kasimir Blaumilch in der Schlussszene ein neues „Bauprojekt“ auf dem Rathausvorplatz, dem heutigen Rabin-Platz (Kikar Rabin).

## Kritik
Das Lexikon des internationalen Films urteilte, der Film habe „viele Längen“ und sei „nur streckenweise erheiternd“.

## Auszeichnungen und Nominierungen
- Hervorragender ausländischer Film in der XI  Semena International de Cine en Color
- Lady with Umbrella price – Auszeichnung des Internationalen Film Festivals, Barcelona
- Nominierung für den Golden Globe Award/Bester fremdsprachiger Film, Hollywood.